# رونالد مک‌نر
دکتر رونالد اروین مک‌نر (به انگلیسی: Ronald Erwin McNair) فضانورد ناسا و فیزیکدان آمریکایی بود. وی از قربانیان انفجار فضاپیمای چلنجر بود.

## پیش‌زمینه
مک‌نر متولد ۱۹۵۰ ایالت کارولینای جنوبی بود. در نه سالگی (تابستان ۱۹۵۹)، مک‌نر از ترک کتابخانهٔ عمومی لیک‌سیتی، که خدمات آن به علت جداسازی نژادی تنها به سفیدپوستان ارائه می‌شد، خودداری کرد و پس از تماس با پلیس و مادرش موفق شد کتابی را از کتابخانه قرض بگیرد. این کتابخانه امروز به افتخار او نامگذاری شده‌است.
سال ۱۹۶۷ مک‌نر به عنوان دانشجوی ممتاز در مدرسه کارور فارغ‌التحصیل شد.او از اعضای کمیته متحد متدیست ایمان به‌شمار می‌رفت. در سال ۱۹۷۱ مدرک لیسانس خود را در رشتهٔ مهندسی فیزیک، از دانشگاه ایالتی کارولینای شمالی در گرینزبورو دریافت کرد. در سال ۱۹۷۶، او موفق به دریافت دکترای فیزیک از مؤسسه تکنولوژی ماساچوست تحت هدایت پروفسور مایکل فلد شد. پس از آن به کار خود در زمینه فیزیک لیزری ادامه داد. او طی یک دورهٔ کوتاه توانست سه دکترای افتخاری، امتیاز کمک هزینه‌های تحصیلی و کمربند مشکی در کاراته را به دست آورد. پس از فارغ‌التحصیلی از MIT، او به عنوان یک فیزیکدان در آزمایشگاه تحقیقات هیوز در مالیبو، کالیفرنیا مشغول به کار شد.

## فضانوردی
در سال ۱۹۷۸، مک‌نر به عنوان یکی از سی و پنج متقاضی برای شرکت در برنامه فضانوردی توسط ناسا انتخاب شد. او در فوریه ۱۹۸۴ در مأموریت STS-41-B یکی از سرنشینان چلنجر بود. پس از این مأموریت او دومین دورگهٔ آمریکایی آفریقایی شد که به فضا پرواز کرده‌است. پس از این مأموریت، فضاپیمای مک‌نر در مأموریت بعدی خود با نام STS-51-L در تاریخ ۲۸ ژانویه ۱۹۸۶ فقط ۷۳ ثانیه پس از پرتاب در نه کیلومتری بالای اقیانوس اطلس منفجر شد.

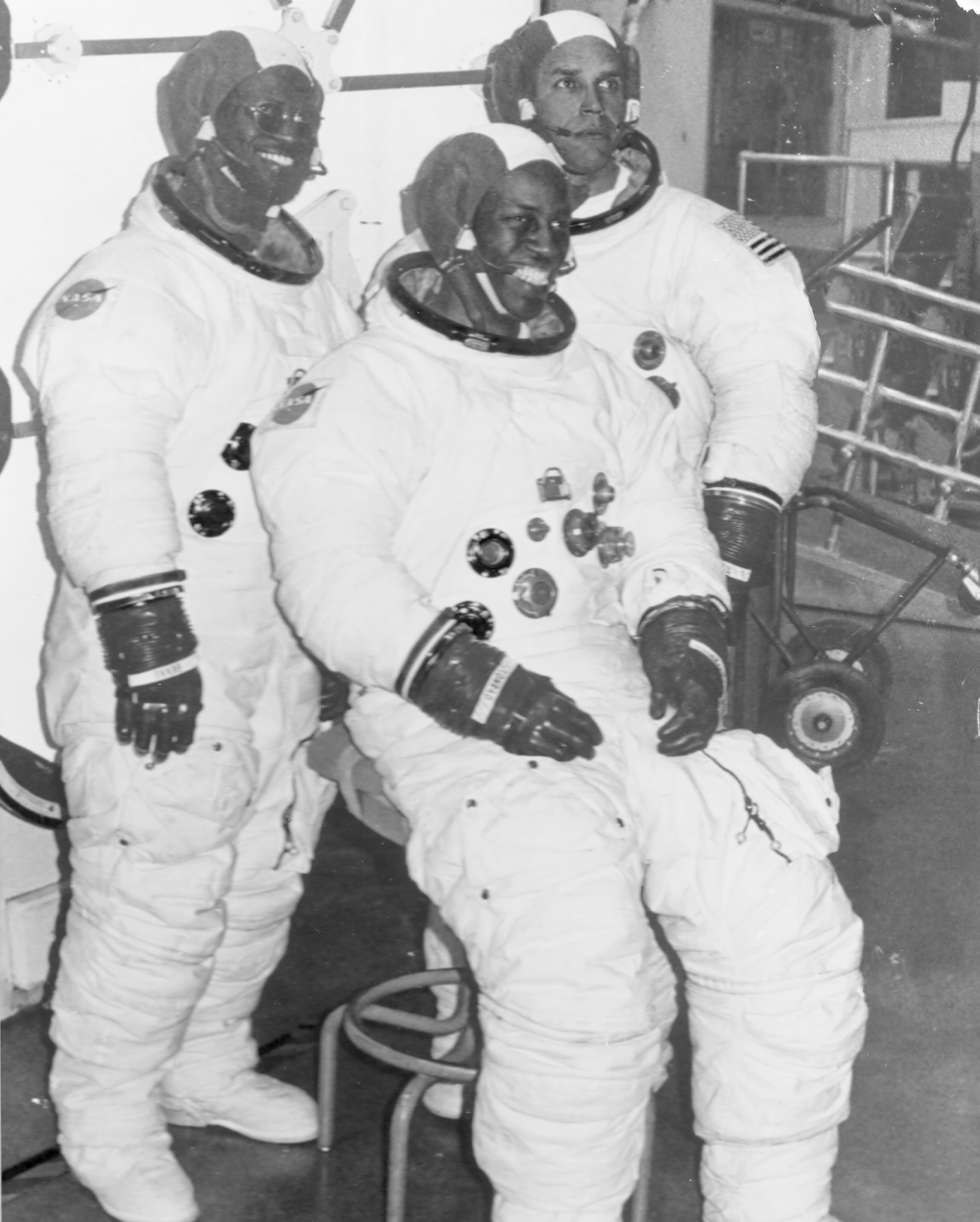
نامزدهای فضانوردی رونالد مک‌نر، گوین بولفورد، و فردریک گرگوری

## موسیقی در پروژه‌های فضایی
مک‌نر نوازنده ساکسیفون بود. او قبل از آخرین مأموریت فضایی خود برای کار در قطعه‌ای از یکی از آلبوم‌های ژان میشل ژار تمرین می‌کرد. به همین خاطر او تصمیم گرفت قطعهٔ مورد نظر را برای اولین بار در فضا اجرا کند ولی به علت انفجار فضاپیما او هرگز موفق به انجام این کار نشد.

## یادبودهای عمومی

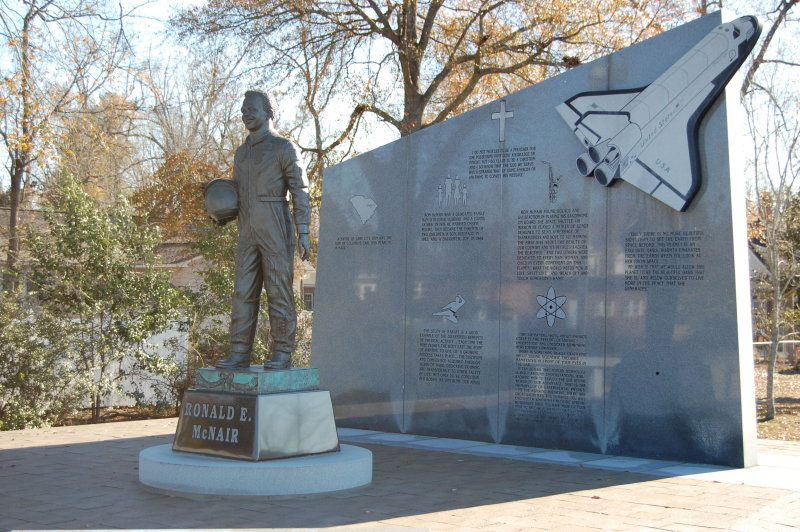
تندیس یادبود دکتر مک‌نر در زادگاهش، لیک سیتی، کارولینای جنوبی

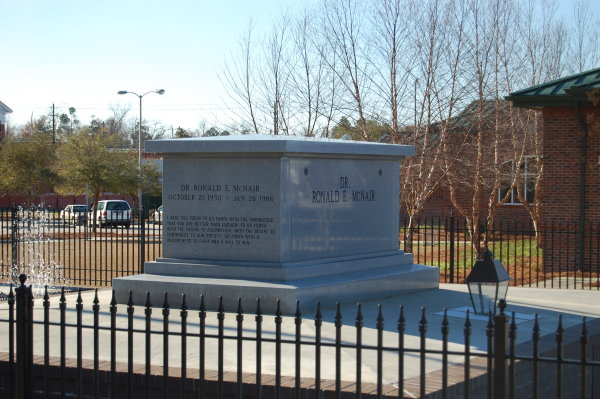
کتیبهٔ یادبود دکتر مک‌نر در زادگاهش، لیک سیتی، کارولینای جنوبی

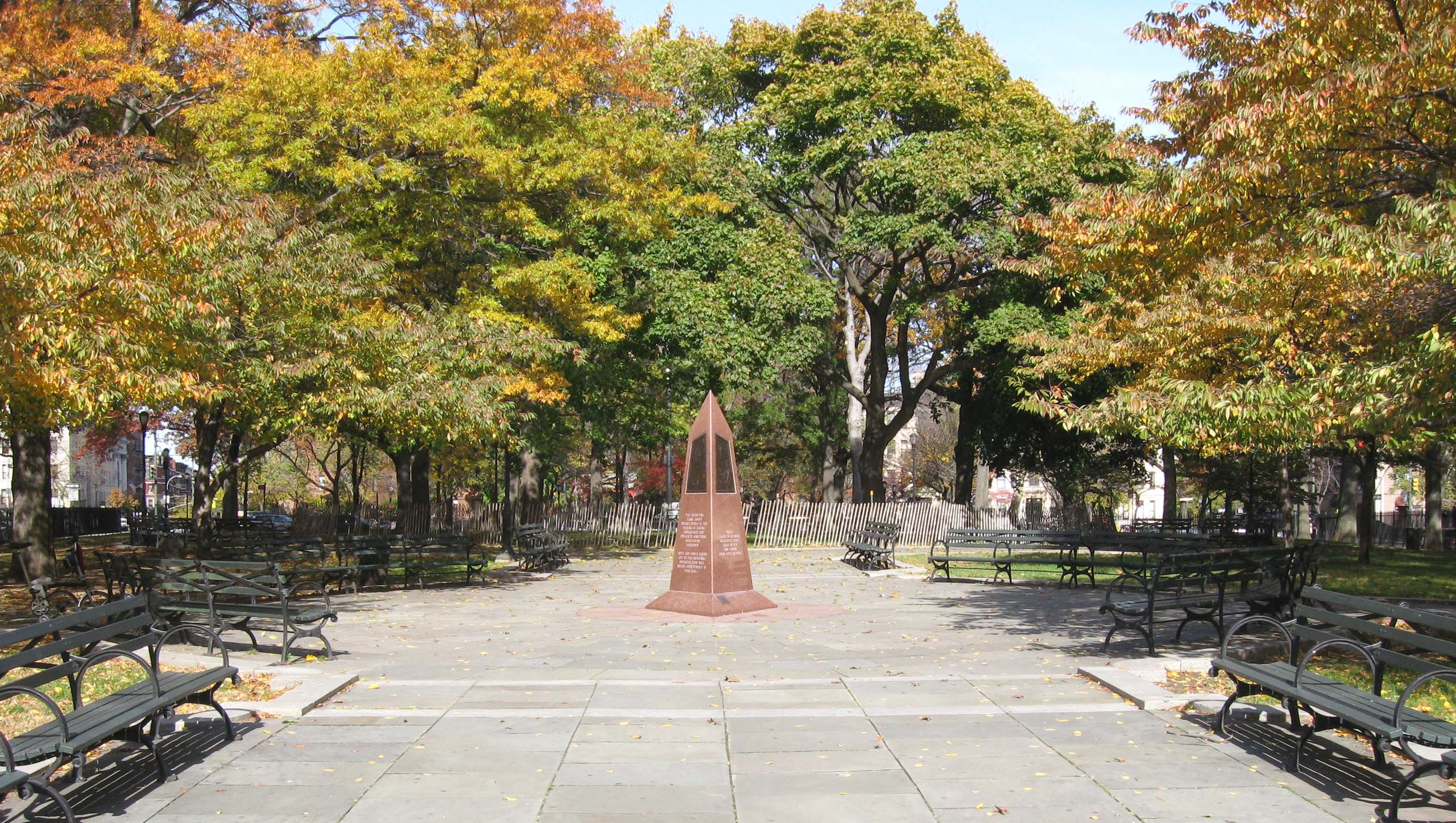
کتیبهٔ یادبود دکتر مک‌نر در نیویورک

- دهانهٔ آتشفشانی در ماه به نام او نامگذاری شده‌است.
- به افتخار او دبیرستان Watson Chapel Jr تغییر نام داده شده‌است به .R. McNair Jr
- بلوار رونالد مک‌نر در لیک سیتی، کارولینای جنوبی، به افتخار او نامگذاری شده‌است.
- در ۲۹ ژانویه ۲۰۱۱، کتابخانه لیک سیتی به مرکز تاریخچه زندگی رونالد مک‌نر اختصاص داده شده بود.
- یک ساختمان در Willowridge در هوستون، تگزاس، به افتخار دکتر مک‌نر نام گذاری شده‌است.
- یادبودی در پارک رونالد مک‌نر در بروکلین، نیویورک به افتخار او وجود دارد.[۵][۶]
- ساختمان مهندسی در دانشگاه ایالتی کارولینای شمالی در گرینزبورو به افتخار او نامگذاری شده‌است.
- مک‌نر در سال ۱۹۹۰ توسط جو مورتون در فیلم تلویزیونی چلنجر به تصویر کشیده شده‌است.
- آهنگ، «یک قطره از آب» ساخته شده توسط آهنگساز ژاپنی جاز Keiko Matsui با اجرای کارل اندرسون در ادای احترام به دکتر مک‌نر نوشته شده‌است.